# Gerecse
Gerecse je pohoří v severozápadním Maďarsku, které je součástí Zadunajského středohoří. Má rozlohu 850 km² a nachází se u města Tatabánya v župě Komárom-Esztergom, řeka Dunaj je odděluje od Slovenska. Průměrná nadmořská výška se pohybuje okolo 400 metrů, nejvyšším vrcholem je Nagy-Gerecse (634 m n. m.). Dělí se na Západní Gerecse, Střední (Vysoké) Gerecse, Východní Gerecse a Jižní Gerecse.
Pohoří je tvořeno převážně dachsteinským vápencem z období triasu, který byl pro své načervenalé zbarvení již v římských dobách těžen jako náhrada mramoru. Četné jsou zde krasové útvary, z více než tří stovek jeskyní je nejdelší Pisznice-barlang, která měří okolo 500 metrů. Průměrná roční teplota v oblasti je 9,5 °C, srážky dosahují 600 mm ročně. V roce 1977 zde byla vyhlášena chráněná krajinná oblast. Vegetaci tvoří převážně dub cer, višeň turecká, javor babyka, hloh jednosemenný a brslen evropský. Nachází se zde vinařská oblast Ászár-Neszmély, kde se pěstuje především Irsai Oliver, Sauvignon a Chardonnay. Obec Vértesszőlős je známá svými archeologickými nálezy.